# Чедаркис (Удине)
Чедаркис је насеље у Италији у округу Удине, региону Фурланија-Јулијска крајина.
Према процени из 2011. у насељу је живело 183 становника. Насеље се налази на надморској висини од 421 м.